# Manono (Demokratyczna Republika Konga)
Manono – miasto w południowej Demokratycznej Republice Konga, w prowincji Tanganika. Według danych na rok 2004 liczyło 47 632 mieszkańców.